# Teri Reeves
Teri Kretz Reeves (16 febbraio 1982) è un'attrice statunitense.

## Biografia
Nata in California, è conosciuta soprattutto per il ruolo di KJ Jameson in Battleground e di Megan McKenna in General Hospital nel 2011.
Nel 2012 interpreta il ruolo di Hallie Thomas nella prima stagione di Chicago Fire.

## Filmografia

### Cinema
- Deadline - regia di Chris Tasara (2011)
- Exitus Roma - cortometraggio - regia di Fawaz Al-Matrouk (2012)
- Baby Bleed - cortometraggio - regia di Chad Faust (2013)
- Tentacle 8 - regia di John Chi (2014)
- Oh God - regia di Chad Faust - cortometraggio (2014)
- 10 Year Plan - regia di J.C. Calciano (2014)
- Donor - regia di Fawaz Al-Matrouk - cortometraggio (2014)
- Rosewood - regia di Kryzz Gaultier - cortometraggio (2015)
- Triangular - regia di Patrick Obma - cortometraggio (2014)
- Hotwire - regia di Erin Brown - cortometraggio (2014)

### Televisione
- Il tempo della nostra vita (Days of Our Lives) - soap opera (2008-2010)
- Three Rivers - serie TV (2009-2010)
- Undercovers - serie TV (2010)
- Medium - serie TV (2010)
- Le regole dell'amore (Rules of Engagement) - serie TV (2010)
- General Hospital - soap opera (2011)
- Leap Year - serie TV (2011)
- Battleground - serie TV, 13 episodi (2012)
- NCIS: Los Angeles - serie TV, episodio 4x12 (2013)
- NCIS - Unità anticrimine (NCIS) - serie TV, episodio 11x03 (2013)
- Scandal - serie TV (2013)
- Castle - serie TV, episodio 6x10 (2013)
- Chicago Fire - serie TV, 10 episodi (2012-2013)
- C'era una volta (Once Upon a Time) - serie TV, episodi 5x16-5x18 (2016)

## Doppiatrici italiane
Nelle versioni in italiano delle opere in cui ha recitato, Teri Reeves è stata doppiata da:
- Antonella Baldini in NCIS: Los Angeles, Castle
- Eleonora De Angelis in Chicago Fire
- Francesca Manicone in NCIS - Unità anticrimine
- Valentina Mari in Grey's Anatomy
- Silvia Avallone in C'era una volta